# 白土镇 (丰城市)
白土镇，是中华人民共和国江西省宜春市丰城市下辖的一个乡镇级行政单位。

## 行政区划
白土镇下辖以下地区：
白土社区、白土村、雷家村、波垄村、星塘村、栗树村、邓家村、荣家村、杨坊村、屯溪村、镇山村、大源村、谢坊村、厚泉村、中山村、卦塘村、栗塘村、范坊村、寺前村、隐溪村、岗霞村和天堂村。

## 中国传统村落
2013年8月，赵家村被评为第二批中国传统村落。